# فيليب رايت (أكاديمي)
فيليب رايت (بالإنجليزية: Phillip Wright)‏ هو أكاديمي أسترالي، ولد في 20 يوليو 1889، وتوفي في 30 أغسطس 1970.